# Station Pinnow
Station Pinnow (Duits: Bahnhof Pinnow) is een treinstation in Pinnow (Uckermark), in de Duitse deelstaat Brandenburg . Het station wordt bediend door treinen van DB Regio en de Niederbarnimer Eisenbahn.
Het station ligt aan de spoorlijn van Angermünde naar Schwedt/Oder. Hoewel deze spoorlijn al in 1873 geopend is, werden de eerste vijf tussenstations, waaronder Pinnow, pas in 1888 geopend. Anno 2024 is Pinnow het enige station tussen Angermünde en Schwedt. Van 1968 tot 1998 had Pinnow een tweede treinstation;  Pinnow Ost.